# Microregione di Catolé do Rocha
Catolé do Rocha è una microregione dello Stato di Paraíba in Brasile, appartenente alla mesoregione di Sertão Paraibano.

## Comuni
Comprende 11 comuni:
- Belém do Brejo do Cruz
- Bom Sucesso
- Brejo do Cruz
- Brejo dos Santos
- Catolé do Rocha
- Jericó
- Lagoa
- Mato Grosso
- Riacho dos Cavalos
- São Bento
- São José do Brejo do Cruz